# Burgstall Lorenziberg
Der Burgstall Lorenziberg, auch Lorenzberg genannt, bezeichnet eine abgegangene Höhenburg bei 491 m ü. NHN auf dem Lorenzberg etwa 1100 Meter westlich der Kirche St.-Johannes-der-Täufer in Schönesberg, einem Gemeindeteil der Gemeinde Ehekirchen im Landkreis Neuburg-Schrobenhausen in Bayern. Die Anlage wird als Bodendenkmal unter der Aktennummer D-1-7332-0123 als „mittelalterlicher Burgstall Lorenziberg“ geführt. 

## Beschreibung
Im Urkataster von Bayern ist eine runde Kernburg mit 80 m Durchmesser zu erkennen, die von einer Wall- und Grabenanlage umschlossen wird. Der Burgstall ist heute mit Wald bewachsen.